# 1354
Năm 1354 là một năm trong lịch Julius.

## Mất
Trương Hán Siêu quan Nhà Trần